# جیمی مدراندا

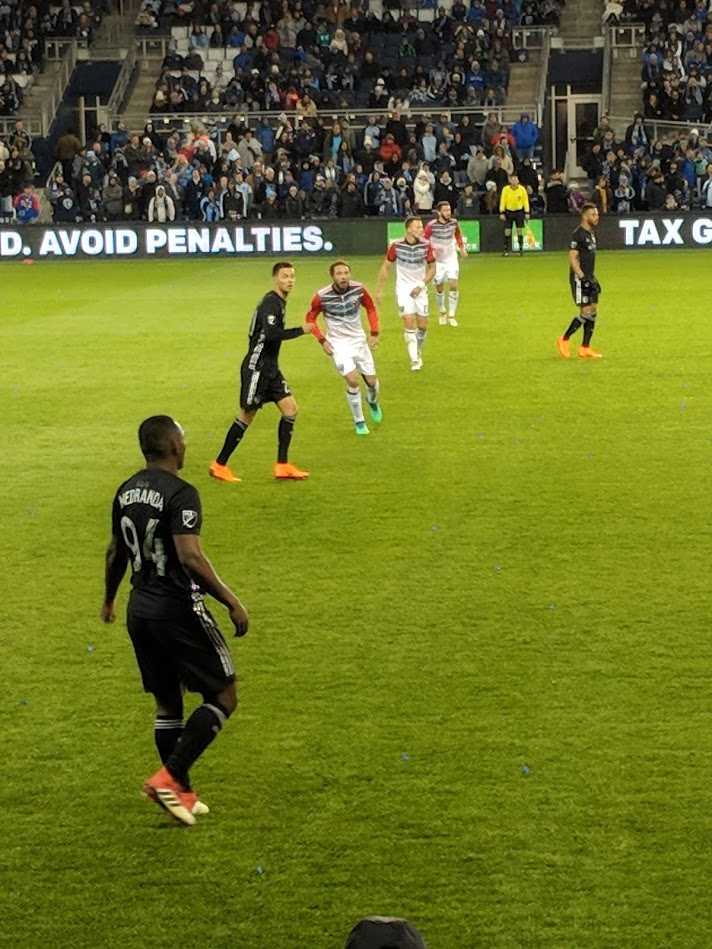
جیمی مدراندا (پیراهن ۹۴) در سال ۲۰۱۸

جیمی مدراندا (Jimmy Medranda) بازیکن فوتبال اهل کلمیبا است.
او هم‌اکنون بازیکن باشگاه اسپورتینگ کانزاس سیتی است.